# Callicostella paupera
Callicostella paupera là một loài rêu trong họ Pilotrichaceae. Loài này được (Müll. Hal.) Kindb. mô tả khoa học đầu tiên năm 1891.